# Carlos Pizarro Leongómez
Carlos Pizarro Leongómez, né le 6 juin 1951 à Carthagène des Indes et mort le 26 avril 1990 à Bogota, est un guérillero et homme politique colombien.
Il fut d’abord membre de la guérilla des Forces armées révolutionnaires de Colombie (FARC) et ensuite cofondateur de la guérilla du Mouvement du 19 avril (M-19) après la mort de Álvaro Fayad en 1986. Après avoir déposé les armes et signé l’accord de paix avec le Gouvernement de Virgilio Barco en mars 1990, et s’être réintégré à la vie civile, il fut assassiné le 26 avril 1990 alors qu’il était candidat à la présidence pour l’Alliance démocratique M-19, mouvement politique issu du M-19 après sa démobilisation.

## Biographie
Il naquit le 6 juin 1951 à Carthagène, au sein d’un foyer aux racines conservatrices et à la tradition militaire, fils du vice-amiral Juan Antonio Pizarro García et de Margot Leongomez Matamoros.
Il fit ses études dans plusieurs établissements, laïques comme religieux, puis au collège de La Salle à Bogotá, où il obtint son diplôme de bachelier.
En 1969, il commença des études de Droit à la Pontificia Universidad Javeriana, où il partagea les cours avec des personnalités qui allaient plus tard jouer un rôle important dans la politique colombienne. Après avoir participé aux mouvements étudiants, Pizarro Leongómez fut expulsé de la Pontificia Universidad Javeriana pour avoir organisé une grève (la première de l’histoire de cette institution). Il entra ensuite brièvement à l’Université nationale de Colombie, puis abandonna définitivement ses études en 1970 pour rejoindre l’insurrection,.

### Trajectoire insurgée
Carlos Pizarro fut membre de la Jeunesse communiste de Colombie (JUCO) à partir de 1970, et en 1972 il s’enrôla dans les rangs des FARC,.

#### Fondation et militantisme au sein du Mouvement du 19 avril (M-19)
En raison de divergences avec la direction de la guérilla des FARC, il décida de faire défection le 11 septembre 1973 et, avec Jaime Bateman, Álvaro Fayad, Luis Otero Cifuentes, Vera Grabe, Iván Marino Ospina et d’autres, il créa à la fin de 1973 le Mouvement du 19 avril (M-19).
Le M-19 se définissait comme une guérilla urbaine, nationaliste, bolivarienne et social-démocrate. Dans une action clandestine, le 17 janvier 1974, le M-19 vola à la Quinta de Bolívar de Bogotá l’épée du Libertador, laquelle devint le symbole de la lutte armée, sous le slogan « Bolívar, tu espada vuelve a la lucha ».
Le M-19 naquit en 1973 comme réponse à la fraude électorale lors des élections présidentielles du 19 avril 1970, qui priva de la victoire le général Gustavo Rojas Pinilla. Il réalisa également le vol de 5 000 armes de l’Armée nationale dans les installations du Cantón Norte de Bogotá, dans la nuit du 31 décembre 1978. Pizarro fut blessé à la cuisse lors d’un affrontement avec la Police nationale à Bogotá.

##### Détention et amnistie
Pendant le Gouvernement de Julio César Turbay, il est capturé le 14 septembre 1979 à Alto de Nogales, Santander avec sa compagne de l’époque, emmené à Cimitarra (Santander) où il est soumis à des interrogatoires et à la torture, puis transféré à la Prison de La Picota de Bogotá, lieu où se trouvaient les autres militants du mouvement. Il reste détenu trois ans et est jugé en Conseil verbal de guerre, avec plus de 150 guérilleros du M-19, qui sont libérés en 1982, au début du Gouvernement de Belisario Betancur, après l’adoption de la loi d’amnistie qui accorda la liberté à plus de mille deux cents prisonniers, pour la plupart condamnés pour rébellion. Il se blesse à un bras lors d’un match de football à la Prison de La Picota.
En 1983, il bénéficie de l’amnistie décrétée par Belisario Betancur, voyage à Cuba où il passe un certain temps avec sa famille et reçoit un entraînement militaire de la main du commandant Manuel Piñeiro, chef militaire suprême de Cuba,. Après la mort du commandant du M-19, Jaime Bateman Cayón, il intègre la direction du mouvement M-19. À son retour en Colombie, il forme le Front occidental du M-19.

##### Accords de Corinto, Hobo et Medellín
Le 24 août 1984 sont signés les Accords de Corinto, Hobo et Medellín, conjointement avec l’Armée populaire de libération (EPL), après un attentat dont il fut victime lors d’une embuscade de l’Armée nationale où il fut blessé avec sa compagne Laura García, alors qu’ils se rendaient à Corinto (Cauca). Une autre embuscade est également tendue à son compagnon Iván Marino Ospina.

##### Bataille de Yarumales
Entre le 20 décembre 1984 et janvier 1985, Pizarro Leongómez dirige la Bataille de Yarumales contre l’Armée nationale de Colombie après que celle-ci eut attaqué ses principaux dirigeants amnistiés ou en trêve, ainsi que le campement en trêve de Yarumales. Ce fut la confrontation la plus longue de l’histoire de la Colombie et la première défense de position réussie d’une guérilla en Colombie,.

##### Campagne Debout Colombie
En 1985 est lancée la Campaña de pie Colombia à la suite de la rupture des accords de Corinto, comprenant des actions armées dans les principales villes du pays. Du 13 au 17 février se tient à Los Robles (Cauca) le Congreso de la paz y la democracia auquel participent d’autres organisations guérilleras et politiques. Le 5 mars débute l’installation publique des Campamentos Urbanos Populares para la Paz du M-19 à Cali, Bogotá, Medellín, Zipaquirá, Barranquilla et Bucaramanga. Le 15 mars 1985 a lieu à Bogotá la marche « Desagravio por la paz y la democracia » convoquée par le M-19.
En avril 1985, les villes sont militarisées pour l’anniversaire du M-19. Le 23 mai a lieu l’attentat contre Antonio Navarro Wolff, et en juin de la même année a lieu une grève civique nationale et la prise de Génova (Quindío), au cours d’une opération Iván Marino Ospina meurt, le 24 août à Cali. En septembre Camila Michelsen est enlevée, fille du banquier Jaime Michelsen Uribe, du Groupe Grancolombiano qui avait escroqué ses épargnants, et le Massacre du sud-est de Bogotá, pour laquelle en 1997 la Commission interaméricaine des droits de l'homme (CIDH) a déterminé l’assassinat extrajudiciaire de 11 personnes : 10 militants et 1 civil, par la Force publique de Colombie, le 30 septembre 1985, à la suite du vol d’un camion de lait,. En octobre 1985, le M-19 tente d’assassiner le général Rafael Samudio Molina, mène l’assaut contre le bataillon Cisneros à Armenia et d’autres affrontements et assauts sont enregistrés cette année-là dans le Valle del Cauca, le Cauca et le Tolima.

##### Prise du Palais de Justice

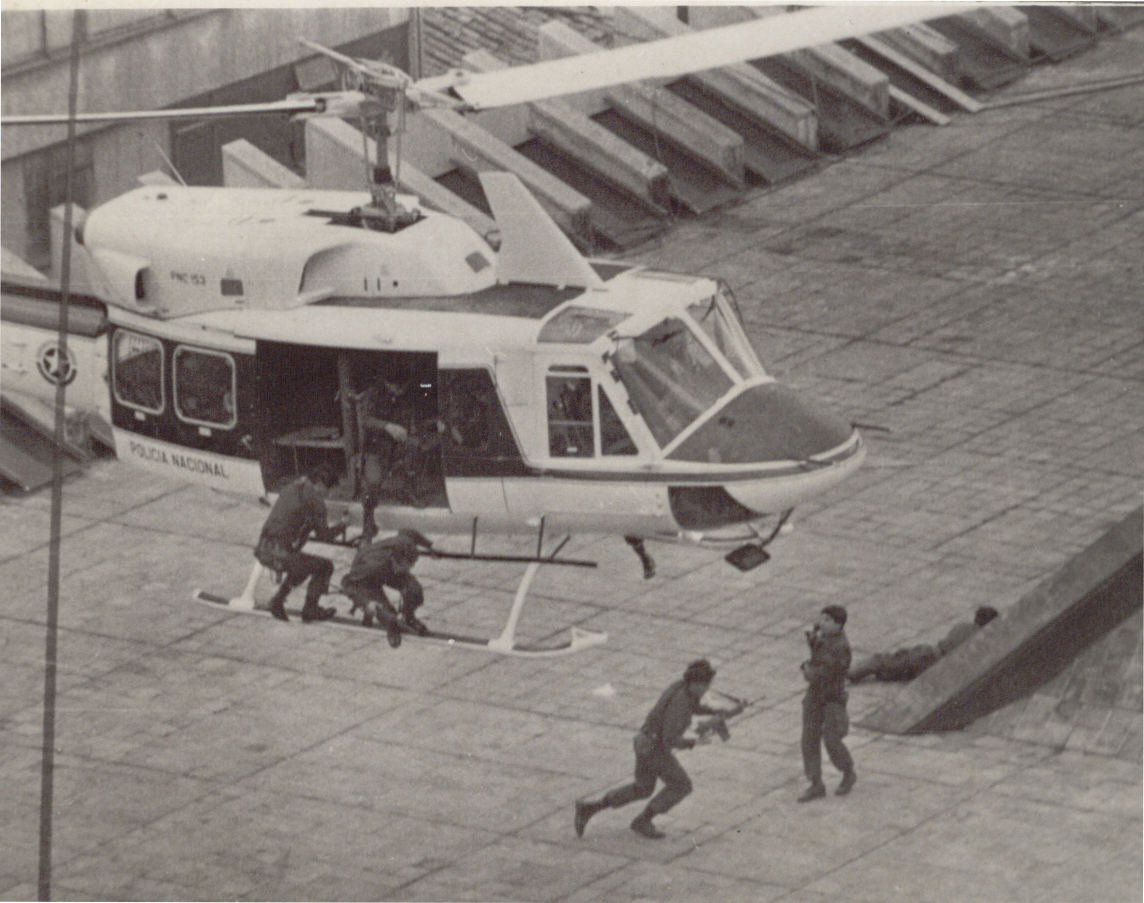
Prise du Palais, vue extérieure du toit.

Au début de 1985, en tant que second commandant de la guérilla M-19, Carlos Pizarro Leongómez annonce la rupture de la trêve et la reprise des opérations militaires. Le 6 novembre de la même année, Álvaro Fayad, en tant que commandant suprême du M-19, ordonne la prise du Palais de Justice à Bogotá et l’enlèvement des magistrats des hautes juridictions. Le M-19 a toujours soutenu que l’objectif de la prise était de réaliser un procès politique du président pour non-respect des Accords de Corinto et pour obliger le gouvernement à négocier la paix.
Une autre version, dans le Informe de la Comisión de la Verdad sobre los hechos del Palacio de Justicia (Rapport de la Commission de la vérité sur les faits du Palais de Justice), indique que le narcotrafiquant Pablo Escobar (selon le livre Mi Confesión de Carlos Castaño Gil) leur aurait prétendument versé la somme de 2 millions de dollars, à la suite d’une demande supposée de Carlos Pizarro, qui lui aurait exigé un million de dollars pour éliminer le président de la Cour suprême de justice, Alfonso Reyes Echandía, et un million de dollars supplémentaires pour détruire tous les dossiers et archives.
Pizarro Leongómez déclara par la suite que la prise avait été une erreur de la part du mouvement guérillero,.
De plus, d’anciens membres de la guérilla nient toute participation de la part des narcotrafiquants. En 2020, devant la Commission de la Vérité, d’anciens militants du M-19, comme Otty Patiño et Vera Grabe, reconnurent que la prise fut une décision erronée mais qu’en aucun cas elle ne fut financée par Escobar, et qu’il s’agissait d’une opération à objectifs politiques, compte tenu du contexte politique et militaire du M-19 (Campaña de Pie Colombia), de la situation financière du groupe, du manque d’armement lourd lors de la prise du Palais, et de la guerre avec Muerte a Secuestradores (MAS) et le Cartel de Medellín, apparemment conclue par une trêve à la suite de négociations entre Escobar et Iván Marino Ospina,,.
L’existence de copies des dossiers et des demandes d’extradition au ministère des Affaires étrangères et à l’ambassade américaine contredit l’idée que l’incendie des dossiers au Palais de Justice ait été la raison de l’opération guérillera ; en outre, la réalisation d’enquêtes en cours contre des militaires, et les abus de ceux-ci pendant l’Estatuto de Seguridad, menées par la Cour suprême de justice, semblent indiquer d’autres explications.
À la suite de la prise et de la reprise par la Force publique, au moins 53 civils sont morts, y compris plusieurs magistrats de la Cour suprême de justice de Colombie, ainsi que plusieurs guérilleros ; s’ajoutent à cela plusieurs disparus imputés aux Forces militaires. La prise a été qualifiée de holocauste et de massacre par la Cour interaméricaine des droits de l’homme (CIDH),.
En décembre 1985 et janvier 1986 eut lieu la massacre de Tacueyó (Cauca), perpétré par son frère Hernando Pizarro et José Fedor Rey, commandants guérilleros du Commando Ricardo Franco, au cours duquel 164 guérilleros (dont des femmes et des mineurs) furent assassinés,.

#### Bataillon América et Coordination des guérrillas Simón Bolívar
En janvier 1986, avec le Mouvement armé Quintín Lame, le Mouvement révolutionnaire Túpac Amaru du Pérou et l’Alfaro Vive ¡Carajo! de l’Équateur et les Tupamaros d’Uruguay, est fondé le Bataillon América, qui mène une campagne militaire dans l’ouest du pays et atteindra Cali.
Le 13 mars 1986, Álvaro Fayad a été assassiné lors d’une opération de la Police Nacionale de Colombiae dans le quartier Quinta Paredes de Bogotá, où Cristina Martá, épouse du compositeur Raúl Rosero Polo, enceinte, a également été tuée, et seul son fils de 8 ans a survécu,.
Le 24 juillet 1986, Gustavo Arias Londoño 'Boris' a été assassiné à Andes (Antioquia), où il avait été arrêté par la Police Nationale alors qu’il se rendait à une réunion des commandants de la Coordinadora Nacional Guerrillera,.
Ensuite, il participe à la fondation de la Coordination des guérillas Simón Bolívar en 1987, où un front commun a été planifié pour la guerre et les négociations de paix avec le gouvernement de Virgilio Barco, aux côtés des guérillas des FARC-EP, UC-ELN, Quintín Lame, EPL et du PRT,.

### Processus de paix et démobilisation
Après l’affaiblissement du M-19, Carlos Pizarro ordonne l’enlèvement du leader conservateur Álvaro Gómez Hurtado. Pour sa libération, Pizarro présente un ensemble de 11 propositions, dont un cessez-le-feu, un sommet de Sauvegarde Nationale et une Assemblée nationale constituante. Pendant la captivité de Gómez Hurtado, il y eut un intense échange de lettres entre le commandant et le dirigeant politique, et finalement Álvaro Gómez est libéré. Le sommet de Sauvegarde Nationale se déroule sans la participation de Gómez, réunissant des secteurs de l’Église catholique, des politiques, des défenseurs des droits humains, des organisations économiques et syndicales,.
Carlos Pizarro a dirigé les négociations avec le représentant du gouvernement, le commissaire à la paix Rafael Pardo.
Le 1er septembre 1988, le président Virgilio Barco a annoncé l’Initiative pour la Paix, appelant les insurgés à se réincorporer à la vie civile, ce qui constitue les premiers pas vers un processus de paix, qui se termine avec la signature des accords le 9 mars 1990.
Alors le M-19 remet publiquement les armes dans le hameau de Santo Domingo, près de Tacueyó (Cauca),.

### Alianza Democrática M-19

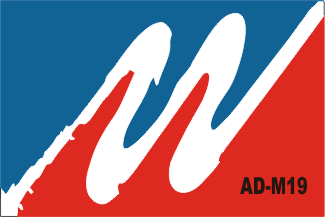
Drapeau adopté par l'Alianza Democrática M-19.

Le groupe guérillero s'est transformé en un parti politique nommé Alianza Democrática M-19 (AD M-19) où Pizarro proposait une politique nationaliste dans laquelle la solution aux problèmes du pays partirait de l'étude de la réalité colombienne, suivant les lignes directrices bolivariennes concernant une patrie latino-américaine avec la participation populaire et dans laquelle il y aurait une équité sociale et économique. La politique de Pizarro se concentrait sur la démocratie comprise comme la tolérance et le respect du pluralisme idéologique.

### Candidatures à la mairie de Bogotá et à la présidence de Colombie (1990)
Carlos Pizarro s'est présenté aux élections à la mairie de Bogotá en mars 1990 pour l'Alianza Democrática M-19, ces élections étant les deuxièmes de cette ville depuis l'établissement du mandat populaire pour les maires en 1988. Lors de ce scrutin, malgré sa courte campagne de moins d'une semaine, Pizarro a obtenu 70 901 votes sur un total de 915 406, obtenant la troisième position dans les élections remportées par le libéral Juan Martín Caicedo.
Malgré cette première défaite, il a présenté sa candidature à la présidence pour la période 1990-1994 avec le slogan : "Entre todos cambiaremos la historia de Colombia, palabra que sí". En tant que candidat démobilisé du groupe guérillero M-19, étant le premier commandant guérillero colombien à être candidat à la présidence, Carlos Pizarro a reçu de nombreuses menaces. Selon la Revista Semana, il était l'un des hommes les plus surveillés de Colombie,.
Lors de sa courte campagne, dans une allocution télévisée, Carlos Pizarro a conclu :

« "Nous offrons quelque chose d'élémentaire, simple et clair : que la vie ne soit pas assassinée au printemps" »

— Carlos Pizarro Leóngomez, avril 1990.

## Assassinat
Le 26 avril 1990, Pizarro a pris un vol pour Barranquilla pendant la campagne présidentielle, accompagné par les gardes fournis par le Departamento Administrativo de Seguridad (DAS). Gerardo Gutiérrez Uribe alias "Jerry" a réussi à entrer dans le même avion et, en plein vol, a sorti des toilettes une mitraillette avec laquelle il a tiré, blessant Pizarro, qui est mort quelques heures plus tard à la clinique Santa Rosa de la Caja Nacional de Previsión Social (CAJANAL),. L'assassin a été tué par les gardes. Son corps a été transporté à la Quinta de Bolívar, lieu où le M-19 s'était fait connaître en volant l'épée de Bolívar.
Le crime de Carlos Pizarro a eu lieu seulement trente-quatre jours après l'assassinat du candidat à la présidence également, du parti Unión Patriótica, Bernardo Jaramillo Ossa. Avec le meurtre de Pizarro, quatre dirigeants politiques avaient été assassinés dans un laps de temps de trois à neuf mois dans un contexte de violence politique croissante, parmi lesquels se distinguent José Antequera, Luis Carlos Galán Sarmiento, Bernardo Jaramillo et enfin Carlos Pizarro.
Après sa mort, une foule a rempli la Carrera Séptima de Bogotá en direction de la Plaza de Bolívar. Le 28 avril, ses restes ont été inhumés au Cementerio Central de Bogotá. Antonio Navarro Wolff, chef de débat lors de la campagne de Pizarro, a été désigné comme son successeur et a obtenu la troisième place aux Élections présidentielles colombiennes de 1990.

### Investigations
Le crime n’a pas été totalement élucidé et sa paternité a été initialement attribuée à Pablo Escobar, qui aurait apparemment nié en avoir donné l’ordre. Cependant, en janvier 2010, le procureur délégué aux affaires pénales Gabriel Jaimes, représentant la Bureau du procureur général (Colombie) a affirmé que l’ex-directeur du renseignement du Departamento Administrativo de Seguridad (DAS), organisme de renseignement colombien, Alberto Romero Otero, et le détective Jaime Ernesto Gómez étaient responsables de l’assassinat de Pizarro. La Procuraduría a demandé au Parquet général de la Nation d’enquêter sur Romero, qui a déclaré ne pas être lié à l’assassinat, mais a reconnu avoir été contacté par l’ex-chef paramilitaire Carlos Castaño pour lui fournir des informations sur des attentats.
Il existe des incohérences et des lacunes quant à la manière dont des membres du DAS et le tueur ont réussi à introduire des armes dans l’avion et comment le tueur a été exécuté à l’intérieur de l’avion après avoir été désarmé de force. Dans trois versions : « Jerry » aurait été tué par un compagnon qui devait l’aider à s’échapper, une autre théorie suggère que le tueur a été maîtrisé par l’escorte mais exécuté à bout portant par un membre du DAS, version défendue par Otty Patiño, qui, en tant qu’ancien membre du M-19, avait conduit son enquête avec plusieurs compagnons ex-guérilleros, et également défendue par son frère Eduardo Pizarro.
De nombreux interrogations demeurent autour de l’assassinat du leader de l’Alianza Democrática M-19. Par exemple, aucune analyse balistique n’a jamais été réalisée sur les multiples impacts sur le corps de Pizarro. En novembre 2014, le Parquet général de la Nation a procédé à l’exhumation du corps de Carlos Pizarro et du tueur qui avait tiré, afin de recueillir des informations relatives au crime.
En septembre 2023, la Fiscalía a ouvert une enquête contre le général Miguel Maza Márquez, ancien directeur du DAS, pour sa responsabilité présumée dans l’homicide de Carlos Pizarro. Les preuves en possession de la Fiscalía révèlent que le dispositif de sécurité de Carlos Pizarro a été progressivement affaibli et modifié quelques jours avant le crime de manière précipitée et sans consulter le dirigeant politique. La Fiscalía a également indiqué qu’il existe des indices laissant penser qu’en raison d’une autre stratégie mise en œuvre par Maza Márquez, l’enquête a été détournée pour diriger l’attention vers le narcotrafiquant Pablo Escobar.
De plus, son ancien garde du corps, Jaime Ernesto Gómez Muñoz, a été condamné à 20 ans et trois mois de prison pour avoir participé à son assassinat ; il avait tiré sur son tueur Gerardo Gutiérrez Uribe alias « Jerry », qui avait déjà posé sur le sol de l’avion la mitraillette qu’il utilisait et levait les mains en signe de reddition.

### Déclaration de sa mort comme crime contre l’humanité
Cinq jours avant le 20ᵉ anniversaire de son assassinat, en 2010, le Parquet général de la Nation a déclaré le crime de Carlos Pizarro Leongómez comme un crime contre l'humanité, permettant que les enquêtes sur ce fait ne prescrivent pas pour cause de délai écoulé. Pour la Fiscalía, la mort de Pizarro fait partie d’une série d’attentats visant l’existence physique des membres du M-19, après vingt ans de lutte contre l’État et de réintégration à la vie civile. Les seuls condamnés ont été Fidel Castaño et Carlos Castaño, tous deux décédés.

## Vie privée
En ce qui concerne l’état de santé de Pizarro, la famille informe qu’il souffrait d’épilepsie depuis la naissance, à la suite d’un accouchement traumatique,,.

### Famille
Carlos Pizarro était le fils du vice-amiral Juan Antonio Pizarro García et de Margot Leongómez Matamoros,. Il était le frère de Juan Antonio, entrepreneur ; Eduardo, sociologue et professeur d’université ; Hernando Pizarro, commandant guérillero du Comando Ricardo Franco, responsable de la masacre de Tacueyó ; et de Margot Clemencia, surnommée Nina, ancienne militante du M-19, ayant dirigé des projets coopératifs pour les femmes,.

#### Unions et descendance
Carlos Pizarro s’est lié à l’une de ses camarades du M-19, Myriam Rodríguez, avec qui il eut sa première fille, l’actuelle sénatrice María José Pizarro Rodríguez.
Puis il eut une relation avec Laura García, avec qui il eut une autre fille, María del Mar Pizarro García, élue représentante à la Chambre lors des élections législatives colombiennes de 2022,.
Avec sa dernière compagne, Hélida Molina, Pizarro eut un fils posthume, Carlos Andrés Pizarro Molina, qui a fait reconnaître officiellement le nom de son père,.

## Hommage
- Fondation Carlos Pizarro Leongómez[82].
- Une école à Bogotá porte son nom, l’IED Carlos Pizarro Leongómez[83].
- Plusieurs quartiers dans différentes villes du pays portent son nom : Bogotá, Neiva[84], Soacha[85], Aguazul[86], Ipiales[87], entre autres.
- Pizarro (2015), un documentaire de Simón Hernández et María José Pizarro, réalisé par La Popular et Señal Colombia[88],[89].
- Aquiles ou le guérillero, pièce de théâtre, dirigée par Jorge Prada et coproduite par le Théâtre Quimera et le Théâtre Majeur Julio Mario Santo Domingo[90].
- Son chapeau a été reconnu en juin 2024 comme bien protégé, remis par des militants exilés du M-19 en Suède au président Gustavo Petro[91].